# Geoscelionidae
Die Geoscelionidae sind eine Hautflüglerfamilie in der Überfamilie Platygastroidea. Die Typusgattung ist Geoscelio Engel & Huang 2017.

## Taxonomie
Engel und Huang beschrieben 2017 die fossile Art Geoscelio mckellari aus Birmit und platzierten diese in einer neuen Gattung Geoscelio und einer neuen monotypischen Tribus Geoscelionini innerhalb der Familie Scelionidae. Chen et al. (2021) führten eine Revision der Scelionidae durch und erhoben die Tribus zu einer Familie Geoscelionidae. Dabei ergänzten sie diese mit vier weiteren Gattungen.

## Merkmale
Chen et al. (2021) liefern einen Schlüssel für die Familien der Platygastroidea. Im Folgenden die Merkmale der Geoscelionidae. Die weiblichen Fühler weisen 10–12 Geißelglieder auf. Die männlichen Fühler weisen ein spezielles geschlechtsspezifisches Glied A5 und möglicherweise auch A4 auf (Männchen sind nur von der Gattung Caboscelio† bekannt). Eine frontale Vertiefung fehlt. Eine malare Furche fehlt mit Ausnahme von Geoscelio†. Die pronotale Halsfurche ist nicht mit Borsten bedeckt. Das Mesoscutum ist in dorsaler Ansicht deutlich breiter als lang. Eine transepisternale Linie auf dem Mesepisternum fehlt. Eine mesepimerale Furche ist vorhanden. Bei den geflügelten Formen findet die Ader R ihre Fortsetzung in der weiter entfernten Flügeladerung. Die Stigmalader r-rs der Vorderflügel ist sehr kurz und divergiert submarginal von R1. R1 reicht nicht bis zum Costalrand. Die tibiale Spornformel ist 1-2-2 oder 1-1-1. Das Metasoma ist ohne sichtbare Laterotergite. T1–T3 sind stark quer verlaufend, von ungleicher Länge. Der Vorderrand von T1–T5 und S1–S5 weist eine Reihe kräftiger Grübchen auf. Wo sichtbar hat S1 einen mittleren Längskiel. Weiterhin erstreckt sich S1 vorne bis zwischen die hinteren Coxae (bei Geoscelio† unklar).

## Lebensweise
Die Biologie der rezenten Arten der Geoscelionidae ist noch unbekannt.

## Systematik
Die Geoscelionidae umfassen zwei rezente Gattungen mit 3 Arten sowie drei fossile Gattungen mit 5 Arten.
Rezente Gattungen:
- Huddlestonium Polaszek & Johnson – (H. exu) Verbreitung: von Elfenbeinküste bis Kenia
- Plaumannion Masner & Johnson – (P. fistulosum, P. fritzi) Verbreitung: Südost-Brasilien, Venezuela

Fossile Gattungen:
- †Archaeoscelio Brues, 1940 – (A. filicornis, A. rugosus) Funde: Baltischer Bernstein (Eozän)
- †Cobaloscelio Johnson & Masner 2007 – (C. cuspidatus, C. speculifer) Funde: Baltischer Bernstein (Eozän)
- †Geoscelio Engel & Huang, 2016 – (G. mckellari) Funde: Birmit (Cenomanium)